# Erpressung – Wie viel ist deine Familie wert?
Erpressung – Wie viel ist deine Familie wert? (englischer Originaltitel: Extortion) ist ein US-amerikanisch-puerto-ricanischer Action-Thriller aus dem Jahr 2017. Regie führte Phil Volken, der auch das Drehbuch schrieb.

## Handlung
Der US-amerikanische Krankenhausarzt Kevin Riley unternimmt zusammen mit seiner Frau und dem 5-jährigen Sohn einen Urlaub auf den Bahamas. Die idyllischen Sommerferien nehmen jedoch eine düstere Wendung, als das per Handschlag gecharterte Motorboot nach dem Besuch einer unbewohnten Insel, von denen es dort Hunderte gibt, nicht mehr anspringt und die Familie zu verdursten droht. Im letzten Moment kommen zwei mittellose einheimische Fischer vorbei, die die gestrandeten amerikanischen Touristen für reich halten und als Gegenleistung für ihre Rettung eine Million Dollar verlangen.
Es gelingt dem Amerikaner, die beiden auf einen realistischen Betrag von 193.000 US-Dollar herunterzuhandeln, jedoch behalten die Erpresser Frau und Kind als Geiseln auf der Insel. Nachdem sie das Geld erhalten haben, ertränken sie den potentiell gefährlichen Zeugen auf einem präparierten Boot. Was sie nicht ahnen: ihr Opfer überlebt den Mordversuch. Um seine Familie zu retten, die in höchster Lebensgefahr schwebt, wendet sich Kevin Riley an die Polizei sowie an das amerikanische Konsulat. 
Da man ihm die notwendige Hilfe versagt, ergreift der panische Chirurg Eigeninitiative: Eine Narbe am Oberarm des einen Erpressers führt ihn über eine Ärztin des örtlichen Krankenhauses auf die richtige Spur. Durch eine weitere dramatische Wendung wird nun plötzlich der Jäger zum Gejagten.